# Gongrospermum philippinense
Espèce
Statut de conservation UICN

 CR A1c : 
En danger critique
Gongrospermum philippinense est une espèce de plantes de la famille des Sapindaceae.

## Publication originale
- The Philippine Journal of Science. Section C, Botany 8: 471. 1913[1914].